# Sarnadas (Alte)
Sarnadas é uma localidade portuguesa da freguesia de Alte, no Município de Loulé.
Está situada perto das elevações da Monte das Sarnadas, Rocha da Pena e Rocha dos Soidos